# Leclanchéov članak
Leclanchéov članak je vrsta galvanskog članka koji je dobio ime po francuskom električaru Georgesu Leclanchéu. U principu je jednak članku koji se u svakodnevnom govoru naziva  "obična baterija" od 1,5 V.
Članak je osnovna elektrokemijska jedinica u kojoj se događa reakcija u kojoj elektron preko električnog kruga prelazi s jednog materijala u drugi. Članak je izvorom je električne energije pretvarajući izravno kemijsku energiju u električnu posredstvom elektrokemijskih redoks reakcija, pa drugi zakon termodinamike i Carnotov proces  nisu relevantni. Dijelovi članka su elektrode, elektrolit, separator, oklop i priključci. Konačnom potrošaču prodaje se baterija, a ne članak, osim ako ne govorimo o međuproizvodu, kad jedan proizvođač proizvodi članke i prodaje ih ili prosljeđuje dalje drugom u lancu koji sklapa bateriju od dobivenih dijelova. Bateriju čini jedan ili više članaka. Članci u bateriji mogu biti spojeni serijski ili paralelno. Uz članke tu su još pomoćni dijelovi (diode, osigurači), oklop, priključci, oznake.

## Načelo rada
Negativni pol (anoda) je cinčana čašica. Pozitivni pol (katoda) je ugljeni štapić u smjesi manganovog dioksida (MnO2) i ugljene prašine (čađa). Elektrolit je vodena otopina amonijevog klorida (NH4Cl(aq) ) i cinkovog klorida (ZnCl2 koja je dodavanjem škroba pretvorena u pastu.
Zatvaranjem strujnog kruga između negativnog i pozitivnog pola (iskorištavanja "baterije"), počinju reakcije:
- anodna reakcija na negativnom polu (čašici):

Zn → Zn2+ + 2e-
- katodna reakcija na pozitivnom polu (štapiću):

2MnO2 + 2e- + 2NH4+ → Mn2O3 + 2NH3 + H2O
Zbrajanjem tih dviju reakcija dobivamo:
Zn + 2MnO2 + 2NH4+ → Zn2+ + Mn2O3 + 2NH3 + H2O
Dakle, na negativnom se polu oslobađaju dva elektrona koja putuju kroz potrošač (gdje obavljaju određeni rad) te dolaze do pozitivnog pola, gdje sudjeluju u kemijskoj reakciji. Kad se sav cink na čašici "potroši" (odnosno kad većina cinka otpusti po dva elektrona), kemijska reakcija više nije moguća pa kažemo da je "baterija prazna". Leclanchéov članak nije ponovo punjiv, odnosno nakon "potrošnje" cinka postaje neupotrebljiv.